# Старо-Село (Силистренская область)
Старо-Село (болг. Старо село) — село в Болгарии. Находится в Силистренской области, входит в общину Тутракан. Население составляет 942 человека.

## Политическая ситуация
В местном кметстве Старо-Село, в состав которого входит Старо-Село, должность кмета (старосты) исполняет Ангел Друмев Ангелов (независимый) по результатам выборов правления кметства.
Кмет (мэр) общины Тутракан — Георги Димитров Георгиев (Болгарская социалистическая партия (БСП)) по результатам выборов в правление общины.